# Xã Menominee, Quận Jo Daviess, Illinois
Xã Menominee (tiếng Anh: Menominee Township) là một xã thuộc quận Jo Daviess, tiểu bang Illinois, Hoa Kỳ. Năm 2010, dân số của xã này là 1.122 người.